# Gunung Kawi

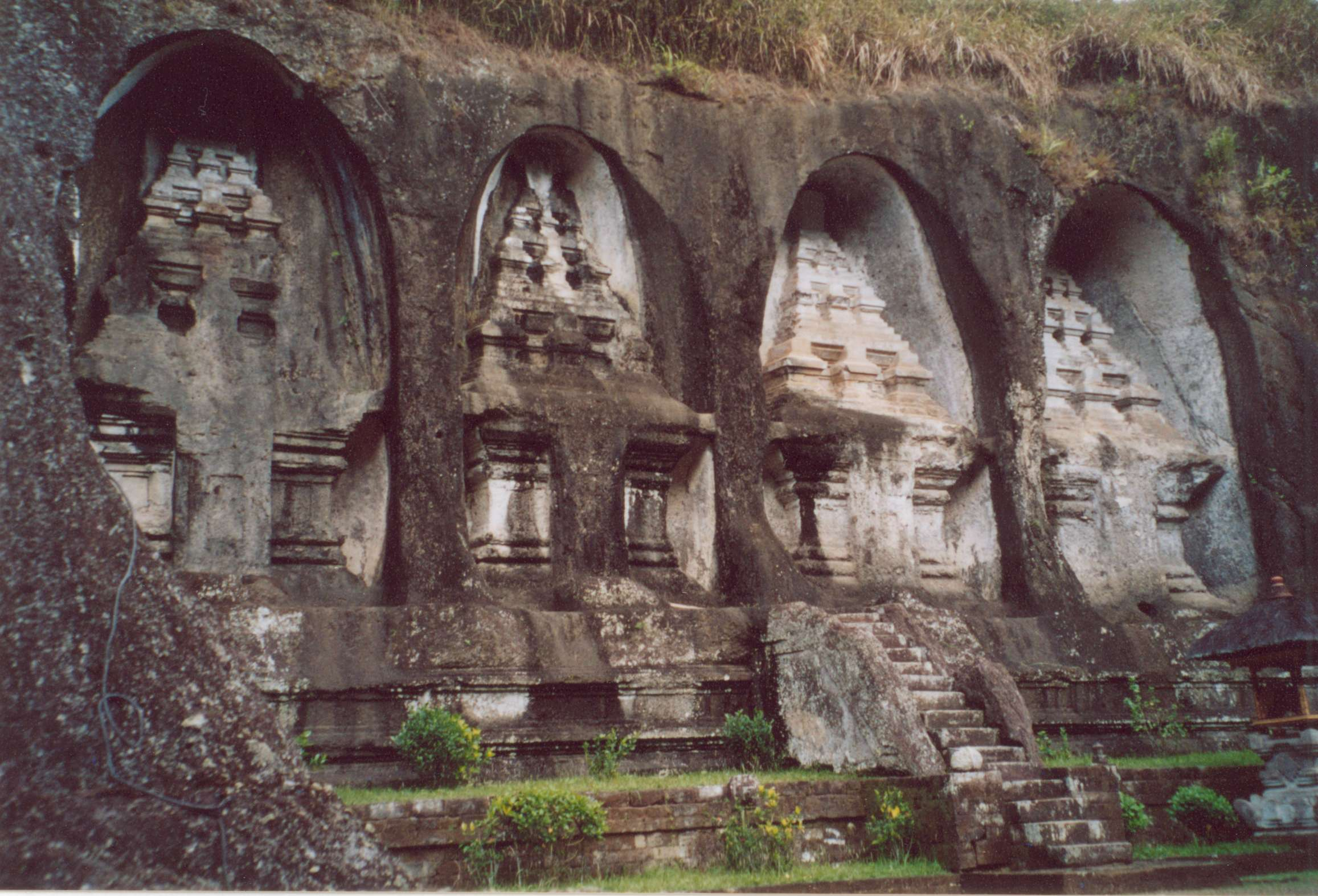
Gunung Kawi

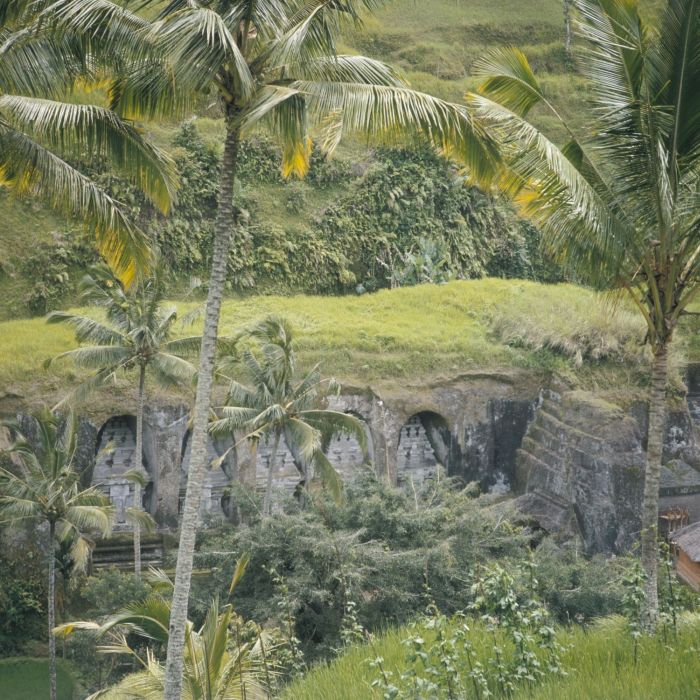
Foto uit 1971, Wereldmuseum Amsterdam

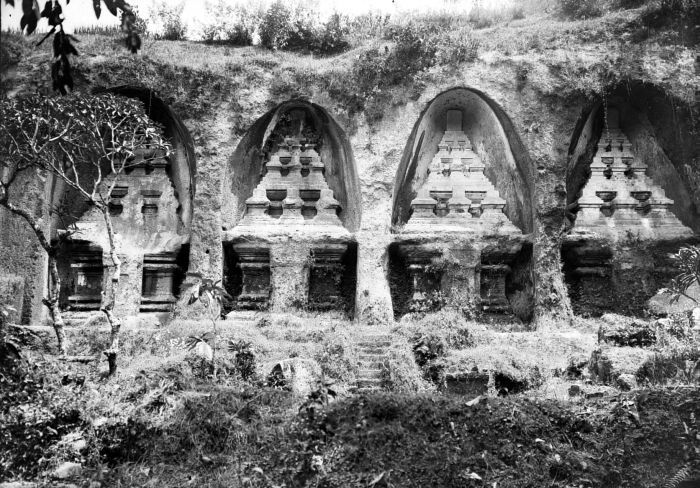
Foto uit 1910-1930

Gunung Kawi (vertaald de dichtersberg) is een tempel- en grafcomplex ten noorden van Ubud in het dorp Tampaksiring vlak bij Bangli in het midden van Bali bij de rivier Pakrisan. Gunung Kawi ligt in een vallei.
Het is een complex van tien in de rotsen uitgehouwen candi's die dateren uit de 11e eeuw. Men dacht dat het grafmonumenten waren maar dat klopt waarschijnlijk niet. Men denkt dat ze ter ere van de koninklijke familie van de Udayana-dynastie zijn gemaakt. Ook is er een, eveneens in de rotsen uitgehouwen, ruïne van een boeddhistisch klooster.

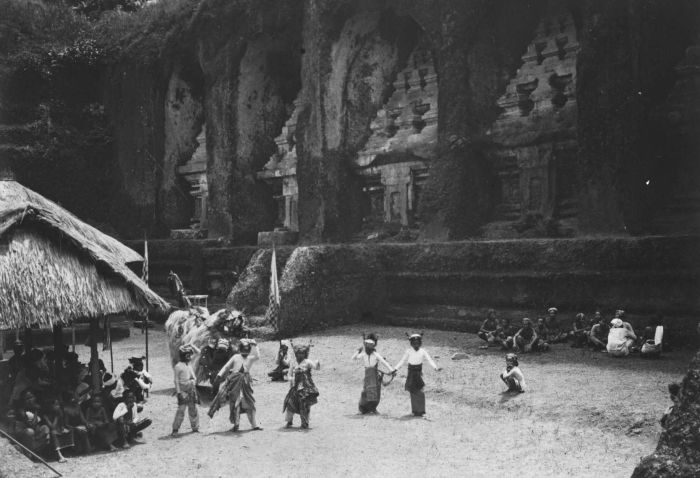
Barong dansvoorstelling op Gunung Kawi